# Karhusaari (ö i Finland, Södra Karelen, Villmanstrand, lat 60,78, long 28,05)
Karhusaari är en ö i Finland. Den ligger i sjön Lahnajärvi och i kommunen Villmanstrand i den ekonomiska regionen  Villmanstrands ekonomiska region  och landskapet Södra Karelen, i den södra delen av landet, 180 km öster om huvudstaden Helsingfors. Öns area är 0,8 hektar och dess största längd är 140 meter i sydöst-nordvästlig riktning.